# 薛莫最後法則
薛莫最后法则是由美国科学家米歇尔·薛莫提出的一个猜想。
"任何足够先进的外星文明都与上帝无异。" 
薛莫最后法则由米歇尔·薛莫改自亚瑟·查理斯·克拉克著名的克拉克第三定律，在2002年2月刊的《科学美国人》的“无神论者”专栏首次提出。
薛莫通过这个法则指出，任何与人类接触的外星智慧文明必将远远领先于人类，因为在演化时间尺度上，一个进化稍稍超前人类的外星智能物种所拥有的科技就可能领先人类数百万年。